# Rhynchospora eurycarpa
Rhynchospora eurycarpa là loài thực vật có hoa trong họ Cói. Loài này được A.C.Araujo & Longhi-Wagner mô tả khoa học đầu tiên năm 2004.